# Tejada la Nueva
Con el nombre de Tejada la Nueva se conoce también a Tejada, antigua ciudad de la Baja Andalucía que llegó a tener cierta relevancia histórica y que estuvo asentada en el actual emplazamiento de la Aldea de Tejada, término municipal de Escacena del Campo (Huelva). El nombre Tejada la Nueva surge por oposición a Tejada la Vieja, antigua ciudad tártésica cuyos restos se encuentran a pocos kilómetros de distancia de Tejada, en el mismo término municipal de Escacena del Campo. Al desconocerse el nombre de esa antigua ciudad se la empezó a conocer, por su cercanía a Tejada y su mayor antigüedad, como Tejada la Vieja y de manera redundante se llama también a Tejada como Tejada la Nueva. 

## Contexto
Sus orígenes se remontan probablemente al siglo IV a. C. tras el abandono paulatino del más antiguo asentamiento tartesio de Tejada La Vieja con la decadencia del comercio mineral que era la base económica fundamental de esta última, la población fue asentándose fundamentalmente en Tejada (la Nueva), situada en el llano, junto al arroyo de su nombre y con mejores condiciones para las prácticas agropecuarias.
Posteriormente también fue la nueva Tejada abandonada, quedando en la actualidad las ruinas de un castillo almohade y de unas termas. Junto a este asentamiento se encuentra la pequeña Aldea de Tejada. En los alrededores se han descubierto diversos restos arqueológicos entre los que se halla un sarcófago de plomo y restos de una vivienda romana con mosaicos.